# Klee Passage
Klee Passage är ett sund i Marshallöarna.   Det ligger i kommunen Mili, i den sydöstra delen av Marshallöarna, 150 km sydost om huvudstaden Majuro.